# Крутіха (Новосибірська область)
Крутіха (рос. Крутиха) — село у Киштовському районі Новосибірської області Російської Федерації.
Входить до складу муніципального утворення Крутіхінська сільрада. Населення становить 162 особи (2010).

## Історія
Згідно із законом від 2 червня 2004 року органом місцевого самоврядування є Крутіхінська сільрада.

## Населення
| 2002 | 2007 | 2010 |
| ---- | ---- | ---- |
| 264  | ↘255 | ↘162 |